# Exemplario contra los engaños del mundo
El Exemplario contra los engaños del mundo es una obra de la literatura medieval española.
Juan de Capua, judío converso, tradujo al latín una versión hebrea de Calila y Dimna, y en castellano se llamó al resultado de esa traducción Exemplario contra los engaños del mundo. La obra tiene un prólogo original, y además añade una genealogía del origen del texto, aunque se desconoce versión castellana de esa época.